# 奧古斯塔 A.105
奧古斯塔 A.105是一款由奧古斯塔研製的輕型直升機。

## 發展
A.105的設計理念是簡單的製作及保養流程。其功能包括是聯絡、航空攝影和高速運輸。A.105和A.105B在1965年巴黎國際航空太空展首次亮相，後者帶有義大利空軍標誌。兩款機型都停留在原型機階段。

## 型號
A.105
雙座版本的原型機，1架
A.105B
四座版本的改版，1架